# Neoagnostus
A Neoagnostus a háromkaréjú ősrákok (Trilobita) osztályának az Agnostida rendjéhez, ezen belül az Agnostina alrendjéhez és a Diplagnostidae családjához tartozó nem.

## Rendszerezés
A nembe az alábbi alnemek tartoznak:
- Neoagnostus (Machairagnostus)
- Neoagnostus (Neoagnostus)